# Eva y Adán, agencia matrimonial
Eva y Adán, agencia matrimonial es una comedia de situación de 20 episodios estrenada por Televisión española el 23 de septiembre de 1990.

## Argumento
Eva Salvador es una joven que ha salido del convento y tiene la plena convicción de que su misión en la vida es promover la felicidad entre sus semejantes a través del amor de pareja. Por ello y junto a su socio Bruno González, empleado de banca y recientemente divorciado, establece una agencia matrimonial. Asistidos por Luisa, deberán hacer frente a todo tipo de situaciones rocambolescas a lo largo de los sucesivos episodios.

## Personajes
Principales:
- Verónica Forqué ... Eva Salvador
- Antonio Resines ... Bruno González
- Chus Lampreave ... Luisa

Recurrentes:
- Teresa Hurtado ... Mari Paz
- Marta Baró ... Cleo
- Vicente Martín ... El Bolas
- Carmen Martínez Sierra ... Tía
- Francisco Merino ... Arturo Medina
- José María Tasso ... Donato

## Ficha técnica
- Dirección: Francisco Montolío, Carlos Serrano.
- Producción: Eduardo Esquide, Miguel Vázquez .
- Guion: José Luis Alonso de Santos, Yolanda García Serrano, Eduardo Ladrón de Guevara , Ignacio del Moral.
- Música: Julio Mengod.
- Montaje: Salvador G. Sepúlveda, Juan Tafur.
- Sonido: Máximo L. Hipola
- Vestuario: María A. Moreno.
- Maquillaje: Enriqueta Bello, Isabel Paz, Patricia Ródenas.
- Peluquería: Inés González, Esther Vicen

## Premios
- Fotogramas de plata (1990): 
  - Mejor Actriz de TV: Verónica Forqué.[2]
  - Mejor Actor de TV: Antonio Resines.[2]
  - Nominación a Mejor Actriz de TV: Chus Lampreave.

- TP de Oro: 
  - Mejor Actriz: Verónica Forqué.
  - Nominación a Mejor Actor: Antonio Resines.

## Episodios
- ¿Cuento contigo, socio?. 23-sep-90		
  - Carmen Martínez Sierra
  - Eduardo Del Hoyo
  - Juan Carlos Alonso
  - Ángel de la Peña
  - Carmen San Esteban
  - Francisco Merino
  - Marisa Porcel

- Tres 'hermanas' para tres hermanos. 30-sep-90		
  - Alicia Hermida
  - Ovidi Montllor
  - Fernando Ransanz
  - Cándida Tena
  - Concha Gómez Conde
  - Quino Pueyo
  - Ana María Ventura

- Vida sexual en pareja. 07-oct-90		
  - Ricardo Palacios
  - Teresa Hurtado
  - José María Tasso
  - Florinda Chico

- Hay amores que matan. 14-oct-90		
  - Rafael Álvarez "El Brujo"
  - Teresa Hurtado

- Cáscara amarga. 21-oct-90		
  - Ana Lupez
  - Raúl Sender
  - Gloria Muñoz
  - Francisco Merino

- Sólo para mirones. 04-nov-90		
  - Eva León
  - Ángel de Andrés López
  - José Pedro Carrión
  - Josele Román
  - Carlos Lucas
  - Enrique Villén

- Amor de hombre. 11-nov-90		
  - Enrique San Francisco
  - Guillermo Montesinos
  - Marta Baró
  - Vicente Martín
  - José Luis San Juan
  - Teresa Hurtado

- Delicias tropicales. 18-nov-90		
  - Gerardo Malla
  - Ana Vasoni
  - José Luis Serrano
  - María Elena Flores
  - José María Tasso
  - Carlos Poyal

- Como en un cuento de hadas. 25-nov-90		
  - Luis Escobar
  - Marta Baró
  - José María Tasso
  - Juan Luis Galiardo

- Las mil y dos noches. 2-dic-90		
  - Marta Baró
  - Vicente Martín
  - Neus Asensi
  - Mariano Venancio
  - Javier Ríos
  - Miguel Ángel Blanco

- Cara de ángel. 9-dic-90
  - Carmen Martínez Sierra
  - Narciso Ibáñez Menta
  - Elvira Quintillá

- ¿Estás depre, papá?. 16-dic-90
  - Lucas Martín
  - Sonia Herrero
  - Lola Mateo
  - María Elías
  - José Luis Sanz
  - José María Tasso
  - Carmen Martínez Sierra

- Galería de asesinos. 23-dic-90
  - Carmen Martínez Sierra
  - Narciso Ibáñez Menta
  - Elvira Quintillá

- Gajes del oficio. 30-dic-90	
  - Pilar Bayona
  - Paco Plaza
  - Antonio Inchausti
  - Tomás Sáez
  - Carmen Balagué
  - Andoni Gracia
  - Javier Cámara

- Terapia de amor	. 13-ene-91
  - Adriana Ozores
  - Chema Muñoz
  - Jorge Eines
  - Marta Fernández Muro
  - Luis Pérezagua
  - Paca Ojea
  - Vene Herrero

- Tu eres mi héroe. 20-ene-91		
  - Carlos Hipólito
  - Chari Moreno
  - Teresa Hurtado
  - Raúl Moreno
  - Elvira Menéndez

- El señor de negro. 27-ene-91		
  - Julia Trujillo
  - Rafael Díaz
  - Marta Baró
  - Vicente Martín
  - Raúl Fraire
  - Paco Racionero
  - Antonio P. Costafreda

- Quiero comprarme un novio". 3-feb-91		
  - Conchita Montes
  - Héctor Colomé
  - Tony Carrasco
  - José Luis Benet
  - Johnny Aranguren

- Ropa interior. 10-feb-91
  - Claudia Gravy
  - José Luis Argüello
  - Leisa Campbell
  - Arturo Querejeta
  - Cristina Juan
  - Fernando Merinero
  - Derrick Vopelka

- Un verdadero paraíso	. 17-feb-91
  - Ángel de Andrés
  - Mary Begoña
  - Jesús Bonilla
  - Teresa Hurtado
  - Marta Baró
  - Vicente Martín